# Nelloptodes gretae
Nelloptodes gretae es una especie de escarabajo de la familia Ptiliidae. Fue descrito por Michael Darby en octubre de 2019 y fue nombrado en honor de la activista ambiental Greta Thunberg, debido a que sus largas antenas tienen un cierto parecido con sus características trenzas.

## Descripción
El escarabajo posee un color amarillo pálido y dorado, y mide 0,79 milímetros de largo. No tiene ojos ni alas, y se distingue por un pequeño hoyo que se encuentra en donde se supone que deben ir los ojos. Generalmente se encuentran en la hojarasca y el suelo, se alimentan de hifas y esporas de hongos.

## Distribución
La especie recién descrita se describió a partir del material recolectado originalmente en Kenia en algún momento entre 1964 y 1965 por el entomólogo William C. Brock, quien tomó muestras de suelo de todo el este de África. Esta especie es una de nueve dentro del género recién descrito Nelloptodes.